# BriTANicK

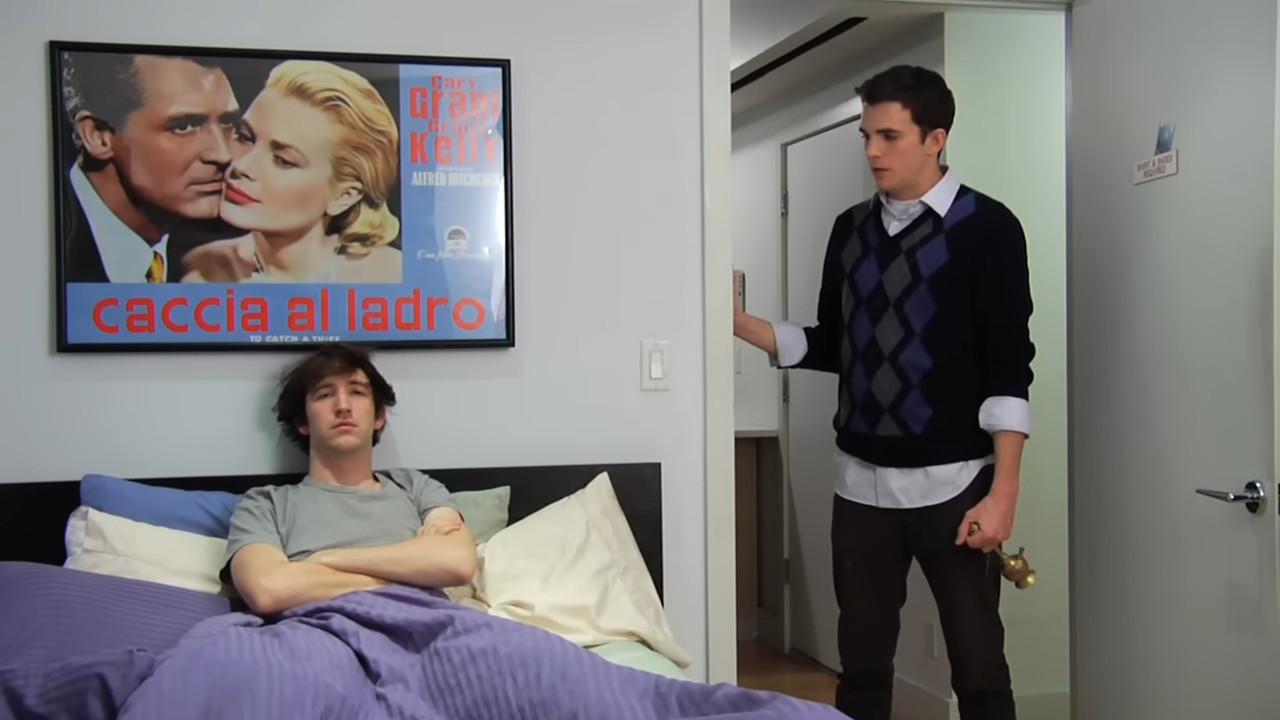
BriTANicK (Brian McElhaney vlevo, Nick Kocher vpravo) ve skeči „The Coach“

BriTANicK je americké internetové komediální duo z Atlanty, které tvoří Brian McElhaney a Nick Kocher. V roce 2008 byli nominováni na cenu ECNY Award.
Své komediální skeče začali vytvářet a natáčet již během studií na New York University. Pod jménem BriTANicK se poprvé prezentovali v roce 2008 na SF Sketchfestu, kde uváděli na pódium Robina Williamse. Od té doby natáčí komediální videa, jež umisťují na stránky YouTube, CollegeHumor, Cracked, Break či Funny or Die. V některých z nich hráli i další osobnosti: ve skečích „Pillow Talk“ a „The Morning After“ se objevil herec Chris Lowell, v klipu „The Coach“ to byl režisér a scenárista Joss Whedon.
Brian McElhaney a Nick Kocher také společně hráli ve filmech Searching for Sonny (2011), Mnoho povyku pro nic (2012), Intramural (2014) a Amazing Spider-Man 2  (2014) a také v jedné epizodě seriálu Jak jsem poznal vaši matku (2014).